# Petersfehn
Petersfehn ist ein Ortsteil der Gemeinde Bad Zwischenahn im Landkreis Ammerland und liegt zwischen dem Hauptort der Gemeinde und der Stadt Oldenburg.

## Lage
Petersfehn ist von Bad Zwischenahn und der Oldenburger Innenstadt acht bis zehn Kilometer entfernt. Der Ort hat etwa 4000 Einwohner und besteht aus dem größeren Petersfehn I und dem jüngeren Petersfehn II. Der Bereich zwischen beiden Ortsteilen ist auf einigen Kilometern dünn besiedelt. Dort liegen links und rechts der Straße in regelmäßigen Abständen von alten Eichen umrahmte Höfe. Seit den frühen 1990er Jahren sind in Petersfehn I mehrere Neubausiedlungen entstanden, die den Ort erheblich vergrößert haben.

## Geschichte
Das Moorgebiet am Wildenloh wurde Anfang des 19. Jahrhunderts für Schafhaltung, Torfabbau und Buchweizenanbau genutzt. 1826 wurden an der heutigen Woldlinie erste Moorplacken zur Brenntorfgewinnung verpachtet.
Die planmäßige Besiedlung des heutigen Petersfehn erfolgte nach Beantragung von Anbauplacken südlich von Bloherfelde. 1847 ergaben zwei staatliche Begutachtungen, dass die zur Besiedlung vorgeschlagene Moorfläche über die Haaren leicht und ausreichend zu entwässern wäre. Ein umfassendes Gutachten zeigte der Großherzoglichen Regierung günstige Bedingungen zur Ausweisung eines Moorkolonats (Entwässerungsmöglichkeit, Nähe des oldenburger Absatzmarktes für Torfprodukte) und empfahl, die Haaren für Torfkähne schiffbar zu machen und die Kolonie durch zwei parallel verlaufende Schiffsgräben mit Treidelpfaden fehnartig zu erschließen. Diese Kanäle wurden nie realisiert, jedoch wurden hierfür reservierte Geländestreifen bis etwa 1910 freigehalten.
1847 erfolgte die Ausweisung eines Kolonats der Bauerschaft Bloherfelde. Die erste Einweisung in ein Kolonat erfolgte am 16. Oktober 1847 (heute: Woldlinie 4). Die hohe Torfqualität lockte schnell weitere Siedler. Daher wurde das Kolonat 1849 um zwei weitere Kolonatsreihen erweitert, die an bereits vorhandene Verkehrswege nach Oldenburg anschlossen. Diese für Moorkolonien typische Erschließung durch parallel verlaufende Straßen (Wold-, Mittel-, Wildenlohslinie) prägt das Petersfehner Ortsbild bis heute. Ausgehend von den drei historischen „Linien“ liegen die meisten weiteren Straßen, die Straßen in den Neubausiedlungen ausgenommen, im rechten Winkel zueinander.
Im Sommer 1851 waren bereits 42 Kolonate zu 15 Jück (ca. 7 ha) ausgewiesen und 25 Wohnhäuser errichtet. Im selben Jahr begann auch der erste Schulunterricht in einem winzigen, privaten Klassenzimmer, in dem auf 20 m2 46 Schulkinder unterrichtet wurden. Das Provisorium endete 1855 mit dem Bau einer einklassigen Volksschule in der Mitte der Kolonate.
Das Leben der Gründergeneration war durch Hausbau, Unterhaltung der Gräben und Wege, Abbau von Back- und Grabetorf und Landkultivierung hart und entbehrungsreich, der Verkauf des Torfes die einzig nennenswerte Erwerbsmöglichkeit. Hier erwies sich die rasche Ausdehnung in unvollständig entwässerte Moorflächen als zunehmend problematisch, wie 1853 ein Bericht des Amtes Oldenburg schildert. Zwischen 1859 und 1863 gingen seitens der Kolonisten 25 Verkaufsersuche bei der Regierung ein. Auf Antrag der Kolonisten wurde Petersfehn Anfang 1853 als Bauerschaft unabhängig von Bloherfelde, wovon sich die Kolonisten Erleichterungen für gemeinschaftliche Wege- und Entwässerungsarbeiten erhoffen.
Eine grundsätzliche Besserung der Verhältnisse war jedoch erst nach befriedigender Entwässerung des Kolonats – so die bereits früh erfolgte Vertiefung und Verbreiterung des 1850 am Ostende des Kolonatgebietes angelegte Hauptentwässerungsgraben zur Haaren – sowie dem Bau ganzjährig nutzbarer Sandwege und einer kostenpflichtigen Klinkerstraße nach Oldenburg (1871/72, heutige Verbindung Mittellinie – Bloherfelder Straße – Ammerländer Heerstraße) möglich. Etwa 40 Jahre nach Gründung von Petersfehn hatten sich die Verhältnisse soweit gebessert, dass das Moor trocken war, der Torfabbau rentabel und der abgegrabene Grund auch durch preisgünstigen Mineraldünger produktiver wurde.
1880 zählte man 124 Haushaltungen mit 629 Einwohnern, darunter 190 Schulkinder. Daher musste der alte Schulbau 1880 durch eine zweiklassige Schule ersetzt werden, 1902 kam ein zweites Schulgebäude im Westen des Dorfes (Petersfehn II) hinzu, das bereits 1908 zweiklassig erweitert wurde.
Verwaltungsrechtlich gehörte Petersfehn bis 1897 zur Landgemeinde Oldenburg und wurde danach Teil der Gemeinde Eversten, die durch die Teilung der Landgemeinde entstanden war und sich 1924 durch die teilweise Eingemeindung in die Stadt Oldenburg erneut aufteilte. Daraufhin wurde Petersfehn Teil der neugegründeten Gemeinde Ofen, die sich jedoch am 15. Mai 1933 aus finanzieller Not wieder auflöste. Seitdem ist Petersfehn Teil der heutigen Gemeinde Bad Zwischenahn.
Im März 1928 wurde die Freiwillige Feuerwehr Petersfehn gegründet.
Im Ersten Weltkrieg starben 49 Soldaten aus Petersfehn, im Zweiten Weltkrieg waren 96 Gefallene und Vermisste zu beklagen. Am 3. Mai 1945 besetzten kanadische Truppen das Dorf.
Nach dem Zweiten Weltkrieg haben sich insbesondere seit 1960 in Petersfehn bedeutende Veränderung in Wirtschaft und Gesellschaft ergeben. Der Strukturwandel betraf besonders die Landwirtschaft, deren Rolle hinter die von Baumschulen, Handwerks- und Dienstleistungsunternehmen stark zurückfiel. 1962 wurde Petersfehn an die Wasserversorgung des OOWV angeschlossen, 1966 erhielt der Ort eine Kanalisation und ein eigenes Klärwerk. Gleichzeitig wurde ein erstes größeres Bebauungsgebiet („Reichsbundsiedlung“) ausgewiesen. 1967 wurden die beiden Dorfschulen in der heutigen Mittelpunktschule zusammengeführt und 1973 der evangelisch-lutherische Kindergarten eröffnet. Bedingt durch seine attraktive Nähe zu Oldenburg folgten 1978/79 weitere Baugebiete in Petersfehn-Süd, -Ost und an den Bloher Teichen. Das Gewerbegebiet „Eichenweg“ wurde 1971 erschlossen. Im Jahr 1998 wurde das 150-jährige Ortsjubiläum begangen.

## Namensherkunft

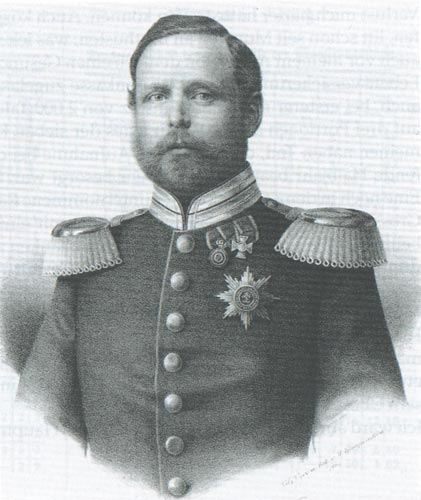
Nikolaus Friedrich Peter

Nachdem die Ansiedlung anfangs „Colonie Wildenlohsmoor“ oder „Colonie zu Bloherfeld“ genannt wurde, erhielt die aufsprießende Ortschaft am 9. November 1852 das Recht, sich nach dem Oldenburger Großherzog Nikolaus Friedrich Peter (1827–1900) „Petersvehn“ zu nennen. Der Namensbestandteil „-fehn“ bezieht sich auf die nie realisierten Fehnkanäle. Erst seit 1891 lautet die amtliche Schreibweise „Petersfehn“.

## Wirtschaft und Kultur

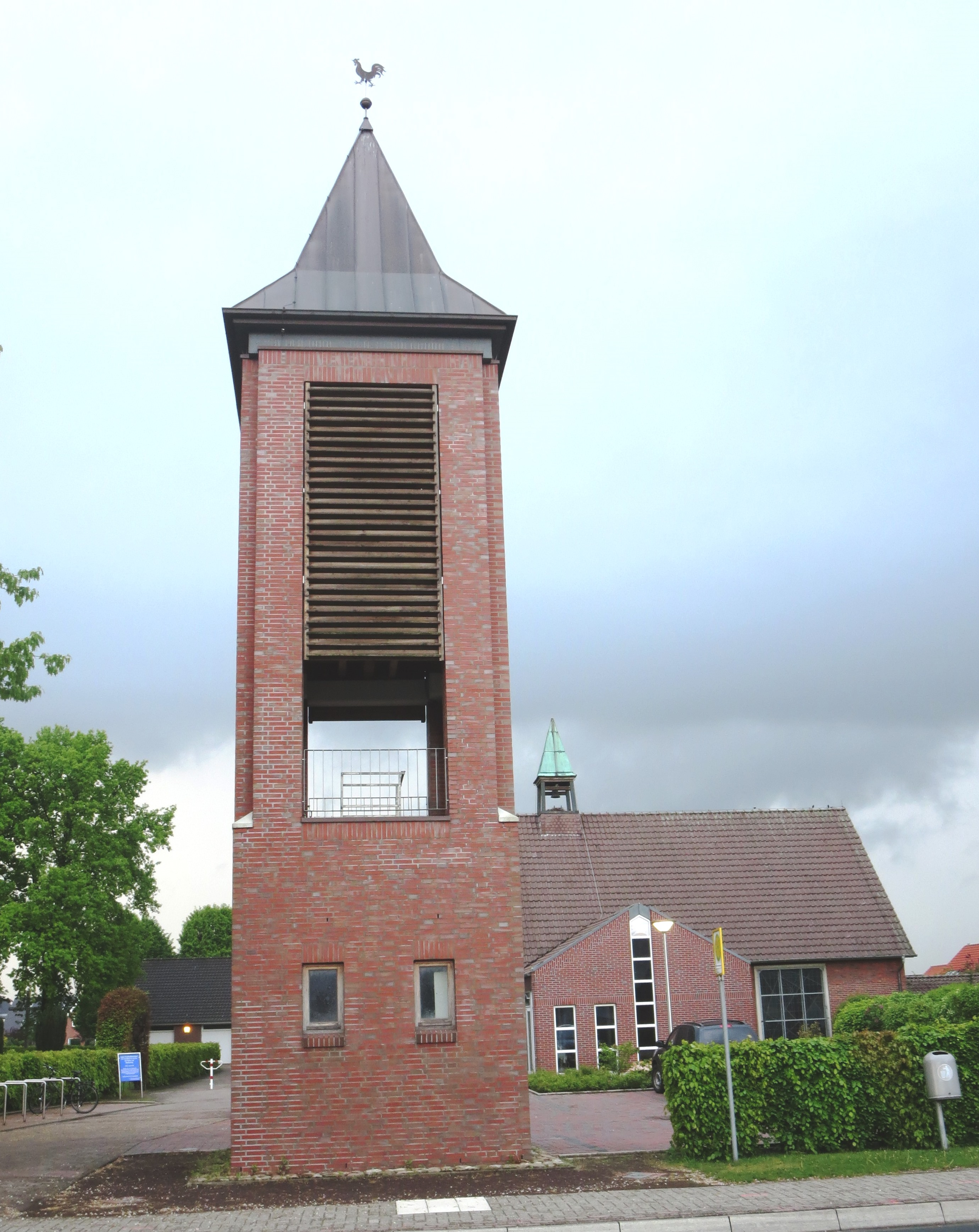
Kirche in Petersfehn I

In Petersfehn I ist neben der Schule und der Kirche mit Friedhof auch Einzelhandel und Gastronomie vertreten und ständig im Wachstum. Weiterhin profitiert der Ort von seinen vielen Vereinen, um nur einige zu nennen: Bürgerverein Petersfehn e. V., Schützenverein Petersfehn e. V., Turn- und Sportverein „Frei-weg“ Petersfehn 1904, Kaninchenzuchtverein I28 Petersfehn, Landfrauenverein Petersfehn, Pferdesport Petersfehn e. V., Förderverein der Freiwilligen Feuerwehr Petersfehn e. V. etc. In Petersfehn gibt es eine Französische Sprachenschule, an der ausschließlich Muttersprachler Unterricht erteilen. 1991 gründete sich die Heimatdiele Petersfehn e. V., die sich der Brauchtumspflege widmet.

## Verkehrsanbindung
Petersfehn ist durch eine Stadtbuslinie der Verkehr und Wasser GmbH (VWG) mit Oldenburg verbunden. Darüber hinaus gibt es eine Bürgerbus-Linie als Kleinbus. Dieses ehrenamtlich erbrachte und zum Tarif des Verkehrsverbunds Bremen/Niedersachsen nutzbare Angebot besteht seit 2014. Der Ort erhielt im Jahr 2006 eine Nachtbusanbindung nach Oldenburg.

## Haaren-Rückhaltebecken

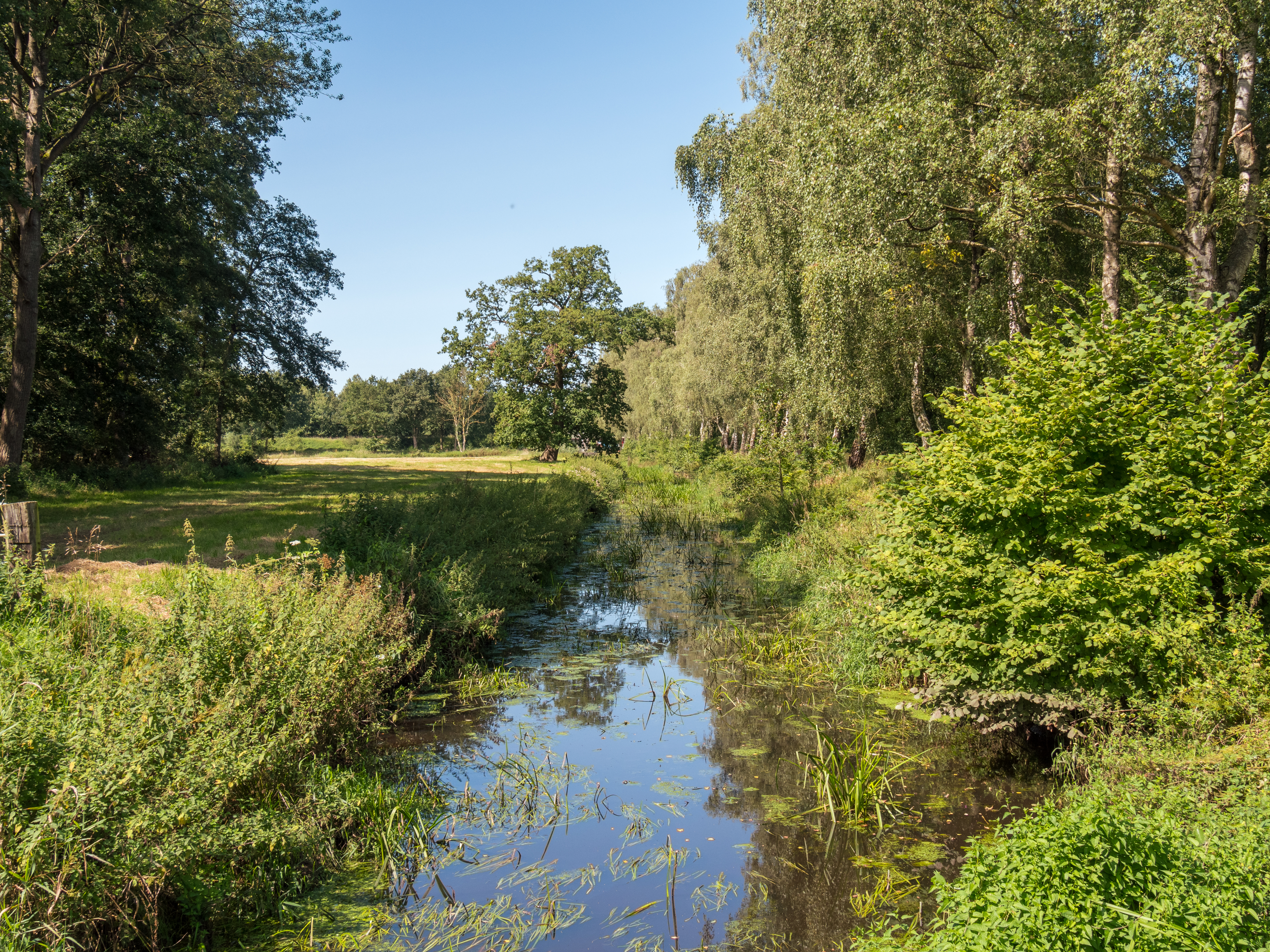
Haaren in Petersfehn südlich des Wold

Nordwestlich von Petersfehn liegt im Zusammenfluss von Haaren und Putthaaren das Hochwasserrückhaltebecken Petersfehn. Das flache Becken hat eine ständige Wasserfläche von etwa 2 ha. Es wurde 1975 zum Hochwasserschutz der Haarenunterlieger, insbesondere der Stadt Oldenburg, errichtet. Im Osten ist quer zum Haarental ein Damm mit einer Kronenhöhe von NN +7,50 m und im Süden zum Schutz gegen die Straße „Woldlinie“ eine Verwallung auf NN +7,00 m hergestellt worden. Für die Gewässerunterhaltung ist die Haaren-Wasseracht mit Sitz in Petersfehn verantwortlich.
Die gesamte Anlage und die Wehrkonstruktion sind so konzipiert, dass bei einem maximalen Wasserstand von NN +6,75 m auf einer überflutbaren Fläche von 70 ha rund 850000 m3 gespeichert werden können. Im Jahr 2009 erhielt das Ablaufbauwerk eine Fischtreppe in Form eines so genannten Querriegel-Beckenpass. Diese überwindet mit acht Querriegeln eine Höhendifferenz von achtzig Zentimetern und ermöglicht Fischen den Auf- bzw. Abstieg zwischen dem Rückhaltebecken und der Haaren.